# Idioma halbi
El halbi  (también conocido como Bastari, Halba, Halvas, Halabi, Halvi, Mahari, Mehari) es una lengua indoaria oriental de transición entre el oriya y el maratí. Es hablado por 750.000 personas a través de la parte central de India. Su código ISO-639-3 es hlb.
Utiliza una estructura sintáctica SOV (sujeto-objeto-verbo), hace mucho uso de afijos y antepone los adjetivos a los sustantivos. Es a menudo utilizada como idioma comercial, pero presenta un bajo índice de alfabetización.
El dialecto mahari o mehari es mutuamente inteligible únicamente con los otros dialectos con dificultad. Se estima que unos 200.000 hablantes lo usan como segunda lengua (2001). En Chhattisgarh las personas educadas son fluidas en hindi. Algunos de sus hablantes nativos usan de segunda lengua el bhatri.
El halbi utiliza un sistema de escritura situado entre el oriya y el devanagari.